# 政治・経済 (科目)
政治・経済（せいじ・けいざい）は、日本の高等学校における公民に属する科目の一つ。「政経（せいけい）」と略して呼ばれることもある。
現行の学習指導要領では、標準単位数2単位の科目として設置されている。

## 学習内容
1999年告示・2003年度の第1学年から学年進行で実施された学習指導要領によると、以下の内容を学習することになっている。
- 現代の政治
  - 民主政治の基本原理と日本国憲法
  - 現代の国際政治
- 現代の経済
  - 経済社会の変容と現代経済の仕組み
  - 国民経済と国際経済
- 現代社会の諸課題
  - 現代日本の政治や経済の諸課題
  - 国際社会の政治や経済の諸課題

2009年告示の学習指導要領によると、以下の内容を学習することになっている。
- 現代の政治
  - 民主政治の基本原理と日本国憲法
  - 現代の国際政治

- 現代の経済
  - 現代経済の仕組みと特質
  - 国民経済と国際経済
- 現代社会の諸課題
  - 現代日本の政治や経済の諸課題
  - 国際社会の政治や経済の諸課題

2018年告示の学習指導要領によると、以下の内容を学習することになっている。
- A 現代日本における政治経済の諸課題

1. 現代日本の政治・経済
2. 現代日本における政治・経済の諸課題の探究

- B グローバル化する国際社会の諸課題

1. 現代の国際政治・経済
2. グローバル化する国際社会の諸課題の探究

## 科目の歴史
学制改革に伴って1948年に新制高等学校が設置された際に、高等学校の教科「社会科」が設置された。当時は社会科の中に科目「一般社会」「時事問題」、のちに科目「社会」（1956年度入学生から）を設置し、政治・経済に関する内容を学んでいた。
1960年に告示され1963年度入学生から学年進行で実施された学習指導要領で、科目「政治・経済」が初めて設置された。この学習指導要領では、政治・経済は標準単位数2単位、全日制課程では第3学年（定時制課程では相応の学年）で履修することを前提とした必履修科目に指定された。1970年に告示され1973年度入学生から学年進行で実施された学習指導要領でも、標準単位数2単位、第2学年または第3学年で履修する必履修科目に引き続き指定された。
1978年に告示され1982年度入学生から学年進行で実施された学習指導要領では、社会科についてはこの学習指導要領で新設された科目「現代社会」が必修となり、政治・経済は選択履修科目となった。
1989年に告示され1994年度入学生から学年進行で実施された学習指導要領では、高等学校社会科が地理歴史と公民の2教科に再編されたことに伴い、政治・経済は公民科に属する科目となった。公民科では「現代社会」1科目または「倫理」および「政治・経済」2科目のいずれかが必履修となり、政治・経済は選択必履修科目の扱いとなった。履修学年については特に指定されていない。1999年に告示され2003年度入学生から学年進行で実施された学習指導要領でも同様の措置となっている。